# Trigonostemon arboreus
Trigonostemon arboreus là một loài thực vật thuộc họ Euphorbiaceae. Đây là loài đặc hữu của Malaysia.